# Provincia di Champasak
La provincia di Champasak (in lao ແຂວງຈໍາປາສັກ, Khwèeng Ciampàasak) è una provincia del Laos sud-occidentale con capoluogo Pakxe. Nel 2015, la provincia contava su una popolazione di 694 023 abitanti distribuiti su una superficie di 15415 km², per una densità di 45 ab./km².
Fino al 1892, il capoluogo delle province laotiane del Regno del Siam era la città di Champasak, già capitale nel XVIII secolo dell'omonimo regno. Nel 1893, dopo aver sottratto al Siam il controllo del Laos, i francesi spostarono la capitale laotiana a Vientiane. Nel 1905, vicino a Champasak, fondarono la città di Pakxe, dove trasferirono il capoluogo provinciale.
Di grande rilievo culturale ed archeologico, nella provincia si trovano i templi khmer di Vat Phu, a Champasak, e di Huei Thamo più a sud. La zona di Vat Phou e i dintorni, conosciuti nel loro insieme come il paesaggio culturale di Champasak, sono stati inseriti nel 2001 nella lista dei patrimoni dell'umanità dell'UNESCO.

## Geografia fisica
La provincia di Champasak confina con le province di Salavan a nord, di Xekong a nord-est e di Attapeu ad est. A sud confina con la Cambogia e ad ovest con la Thailandia.
Il territorio provinciale è occupato principalmente dalla grande pianura del Mekong, che segna il confine con la Thailandia per pochi chilometri a nord-ovest, poi entra ed attraversa l'intera provincia, bagnando Pakxe e Champasak. Alla frontiera con la Cambogia, il Mekong si allarga formando una serie di suggestivi bracci punteggiati da diverse isole, chiamate Si Phan Don (in lao: ສີພັນດອນ, letteralmente: quattromila isole), per poi gettarsi nella pianura cambogiana con le imponenti cascate di Khone Phapeng.
Nella parte orientale della provincia, nel distretto di Paxsong, si trova l'altopiano di Bolaven, che si estende per circa 50 km ad un'altitudine di 800/1350 m s.l.m. sulla superficie di un vulcano distrutto da un'eruzione milioni di anni fa. Sull'altopiano i colonizzatori francesi diedero grande impulso all'agricoltura locale, in particolare impiantando pregiate qualità di caffè di varietà arabica e robusta, considerate tuttora le migliori del paese.

## Geografia antropica

### Suddivisioni amministrative
La provincia è suddivisa nei seguenti dieci distretti (in lao: ເມືອງ, trasl.: mueang):
| Codice | Nome del distretto         | Nome lao         |
| ------ | -------------------------- | ---------------- |
| 16-01  | mueang Pak Sé              | ເມືອງປາກເຊ        |
| 16-02  | mueang Sanasomboun         | ເມືອງຊະນະສົມບູນ     |
| 16-03  | mueang Bachiangchaleunsouk | ເມືອງບາຈຽງຈະເລີນສຸກ |
| 16-04  | mueang Paksong             | ເມືອງປາກຊ່ອງ       |
| 16-05  | mueang Pathoumphone        | ເມືອງປະທຸມພອນ      |
| 16-06  | mueang Phonthong           | ເມືອງໂພນທອງ       |
| 16-07  | mueang Champasak           | ເມືອງຈຳປາສັກ       |
| 16-08  | mueang Soukhoumma          | ເມືອງສຸຂຸມາ         |
| 16-09  | mueang Mounlapamok         | ເມືອງມູນລະປະໂມກ    |
| 16-10  | mueang Khong               | ເມືອງໂຂງ          |